# Fair Warning
Fair Warning es el cuarto álbum de estudio de la banda estadounidense de hard rock Van Halen, lanzado en abril de 1981. Ha vendido más de dos millones de copias. Al principio fue una decepción en ventas pero ganó adeptos gracias a las recomendaciones boca a boca De cualquier modo, se mantiene como el álbum con las ventas más bajas en la época de David Lee Roth, y a pesar de esto, fue bien recibido por la crítica especializada.
Forma parte de la lista 75 Albums Every Man Should Own (75 álbumes que todo hombre debería obtener), creada por Esquire, llamándolo además el mejor álbum de Van Halen junto a Lee Roth. El solo de Eddie Van Halen en Mean Street fue colocado en el puesto número 79 en el ranking de los 100 mejores solos según Guitar World Magazine.
En el juego Guitar Hero: Van Halen, Mean Street, So this is Love?, Hear About It Later y Unchained, están disponibles para interpretarlas.

## Empaquetado
El arte de la portada es un fragmento de la pintura The Maze de William Kurelek.
Se incluía además un encarte en blanco y negro mostrando a la banda, así como la imagen de una pared con un cable por encima, una ventana rota por encima y el logo clásico de Van Halen pintado, con la "ala" izquierda rota. También se aprecia que en el muro está escrito un fragmento de la letra de Mean Street.

## Recepción
Robert Christgau de The Village Voice le dio una calificación de B-, indicando: un competente y medianamente interesante álbum que valdrá la pena en por lo menos tres cortes.
En retrospectiva, Stephen Thomas Erlewine de AllMusic lo encontró como un muy buen trabajo. En la crítica, establece lo siguiente: es una oscura, extraña bestia, particularmente porque cada canción carece de una idea de “sólo diversión” establecida en los tres álbumes anteriores. Tiene la música más furiosa y dura música jamás hecha por Van Halen.
De cualquier modo, The Rolling Stone Album Guide le dio dos sobre cinco, estableciendo que, el único desarrollo interesante es el uso del sintetizador cerca del final, cosa que seria mejor explotada en los próximos álbumes.

## Listado de canciones
| Canción                        | Duración |
| ------------------------------ | -------- |
| 1.Mean Street                  | 4:58     |
| 2."Dirty Movies"               | 4:08     |
| 3.Sinner's Swing!              | 3:09     |
| 4.Hear About It Latter         | 4:35     |
| 5.Unchained                    | 3:29     |
| 6.Push Come to Shove           | 3:49     |
| 7.So this is Love?             | 3:06     |
| 8.Sunday Afternoon in the Park | 1:59     |
| 9.One Foot Out the Door        | 1:58     |

(Todos los títulos compuestos por Eddie Van Halen, Alex Van Halen, David Lee Roth y Michael Anthony)

## Formación
- David Lee Roth - Voz líder
- Eddie Van Halen - Guitarra, sintetizadores, coros
- Michael Anthony - Bajo, coros
- Alex Van Halen - Batería

## Detalles técnicos
- Productor: Ted Templeman
- Técnicos: Don Landee, Gene Meros
- Remasterización: Chris Bellman, Gregg Geller
- Coordinadora de proyecto: Jo Motta
- Dirección artística: Richard Seireeni
- Diseño (y diseño de portada): Pete Angelus
- Ilustración de portada: "The Maze", de William Kurelek
- Fotografía: Greig Gorman, Neil Zlozower
- Fotografía con incrustación: Greg Gorman